# 고백 (1995년 드라마)
《고백》은 1995년 3월 13일부터 1995년 7월 4일까지 방송되었던 SBS 월화 드라마로 1995년 4월 17일부터 1995년 6월 26일까지는 오후 9시 시간대 드라마로 방송했으며 1995년 7월 4일 30회(마지막회)는 오후 8시 시간대 드라마로 환원했다.
한편 이 프로그램은 1995년 7월 4일 2회 연속(29 ~ 30회) 방송된 이후 한 동안 오후 8시 시간대 월화 드라마를 폐지했다가 《천사의 유혹》으로 오후 8시 시간대 월화 드라마를 재개했다.

## 방송 시간
| 방송 채널 | 방송 기간                         | 방송 시간                                           | 방송 분량 |
| --------- | --------------------------------- | --------------------------------------------------- | --------- |
| SBS TV    | 1995년 3월 13일 ~ 1995년 4월 11일 | 매주 월요일 ~ 화요일 오후 8시 50분 ~ 오후 9시 45분  | 55분      |
| SBS TV    | 1995년 4월 17일 ~ 1995년 6월 20일 | 매주 월요일 ~ 화요일 오후 8시 55분 ~ 오후 9시 50분  | 55분      |
| SBS TV    | 1995년 7월 4일                    | 매주 월요일 ~ 화요일 오후 8시 50분 ~ 오후 10시 50분 | 120분     |

## 줄거리
새로운 삶의 기로에 서게 된 옛 연인들의 애증을 다룬 이야기로, 짧은 동안 사랑에 빠졌다가 헤어진 남자가 30대에 우연히 재회한 뒤 서로의 사랑을 다시 발견해 가는 과정을 그린다.

## 등장 인물
- 김미숙 : 이현주 역
- 임성민 : 정병준 역
- 김해숙 : 유채영 역
- 오대규 : 김창수 역
- 변우민 : 창훈 역
- 음정희 : 이현경 역
- 신구
- 정혜선
- 장용
- 안승훈
- 이성용 : 이현식 역
- 정진경 : 미경
- 이진아
- 신성균
- 최우혁
- 전혜진

## 편성 변경
- 1995년 7월 4일 : 29 ~ 30회 연속 방영

## 결방 사유
- 1995년 5월 15일 : 지역민방 개국 특집 2부작 드라마 《홀로된다는 것은》 편성으로 결방
- 1995년 5월 16일 : 가나 초청 올림픽 축구 대표 환송전 《한국 VS 가나》 중계로 결방
- 1995년 6월 27일 : 《95 4대선거》 편성으로 결방

## 참고 사항
- 창훈 역의 변우민은 1990년 MBC 월화 드라마 《어둔 하늘 어둔 새》 이후 활동을 안 하다가 해당 드라마로 안방 극장에 복귀를 했다.[1]
- 1995년 3월 14일에서는 신문 기자에 대한 부정적인 묘사 장면을 내보내어 비난을 샀으며[2] 극 중 정병준 역으로 나온 임성민의 장기 입원[3] 탓인지 조기 종영됐다.